# Boris Savinkov
Boris Viktorovič Savinkov (in russo Бори́с Ви́кторович Са́винков?; Charkiv, 19 gennaio 1879 – Mosca, 7 maggio 1925) è stato uno scrittore, rivoluzionario e politico russo.
In qualità di membro dell'organizzazione combattente del Partito Socialista Rivoluzionario, tra il 1904 e il 1905 fu responsabile dell'eliminazione fisica di svariati ufficiali zaristi di alto rango.
In seguito, divenne assistente di Aleksandr Fëdorovič Kerenskij nel Governo provvisorio russo quand'egli era ministro della guerra. Dopo la rivoluzione di ottobre e la presa del potere da parte dei Bolscevichi, nel 1920 Savinkov lasciò la Russia, ma nel 1924 fu attirato con l'inganno in Unione Sovietica dove venne arrestato, e successivamente ucciso in carcere (secondo altre fonti si sarebbe suicidato).

## Biografia
Savinkov nacque a Charkiv, figlio di un magistrato polacco. Nel 1897 entrò alla facoltà di Legge dell'Università di San Pietroburgo ma fu espulso nel 1899 per aver partecipato ad una protesta studentesca. Più tardi studiò a Berlino e Heidelberg. Sin dal 1898 divenne membro di varie organizzazioni socialiste. Nel 1901 venne arrestato e mandato in esilio a Vologda. In esilio conobbe svariati intellettuali russi inclusi Nikolaj Aleksandrovič Berdjaev e Anatolij Vasil'evič Lunačarskij. Tuttavia, si stancò presto del Marxismo e si diede al terrorismo anarchico. Nel 1903 Savinkov fuggì all'estero e si unì al Partito Socialista Rivoluzionario, dove divenne presto uno dei leader della fazione oltranzista capeggiata da Evno Fišelevič Azef.

### Partito Socialista Rivoluzionario
Per l'uccisione del Ministro degli Interni Vjačeslav Konstantinovič Pleve e la partecipazione all'assassinio del Granduca Sergej Aleksandrovič Romanov, Savinkov fu arrestato nel 1906 e condannato a morte. Tuttavia, riuscì a fuggire dalla sua cella di Odessa e trovò rifugio in esilio. Quando nel 1908, Azef si rivelò essere un agente dell'Ochrana, Savinkov divenne il capo della sezione combattenti del PSR, ma non fu in grado di comandare nessuna operazione di rilievo. Mentre si trovava in Francia, prese parte alla prima guerra mondiale come volontario nell'esercito francese.

### Governo provvisorio

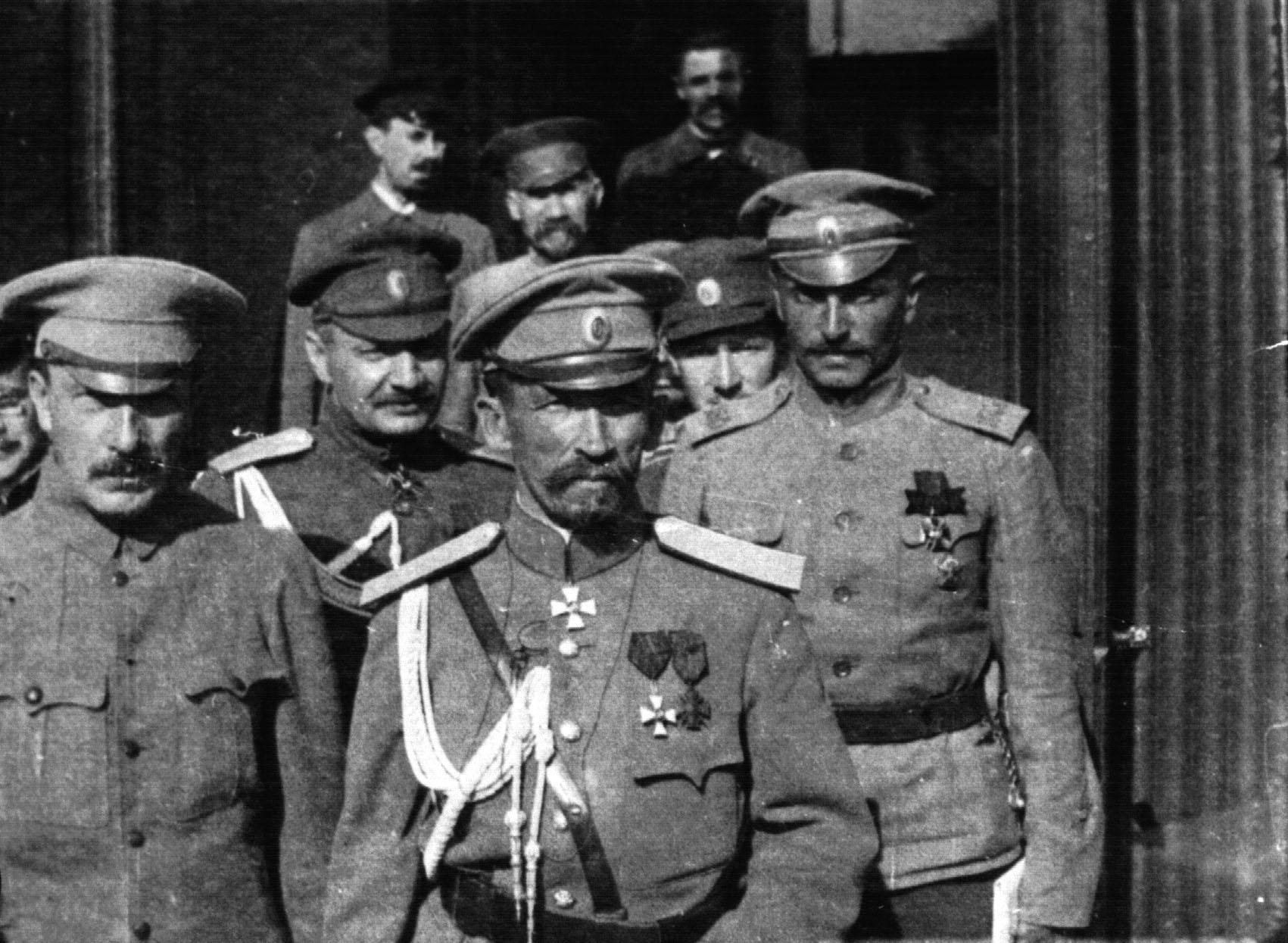
Kornilov con il suo Stato Maggiore. Alla sua destra, in uniforme militare senza galloni, Boris Sávinkov, commissario politico assegnato alle sue unità, futuro viceministro della Difesa.

Tornò in Russia nell'aprile 1917, svariati mesi dopo la rivoluzione di febbraio, e in luglio divenne assistente di Aleksandr Fëdorovič Kerenskij.
Convinto "difensivista" e parte dell'ala più conservatrice dei socialrivoluzionari, Sávinkov si oppose al Soviet di Pietrogrado. Collaborò al periodico Volia Naroda ("La volontà popolare"), edito da Andrej Aleksandrovič Argunov e tribuna politica della fazione conservatrice del PSR, nel quale dimostrò le sue non comuni doti letterarie.
Difensore dell'autorità dello Stato, ardente nazionalista, disprezzava le masse incolte e mantenne la tendenza a ricorrere alla violenza come nel suo passato da terrorista. Teoricamente ancora un socialista rivoluzionario in quanto membro del partito, non mantenne però la disciplina dello stesso e non ebbe da esso nessuno sostegno, anche se si alleò con Kerenskij. Più uomo d'azione che teorico, con poca attenzione alle diverse realtà ideologiche, condusse una vita nel lusso grazie all'appropriazione indebita di fondi per cause politiche che avrebbe presumibilmente dovuto difendere.
La sua influenza fu determinante nella nomina del generale Lavr Georgievič Kornilov a Comandante in capo delle forze armate sul fronte sud-occidentale, del quale era commissario politico (21 luglio 1917) e successivamente (31 luglio 1917) a Supremo Comandante in capo dell'esercito.
Proprio per questo, il 30 agosto diede le dimissioni dalla carica di viceministro della Difesa del governo provvisorio e fu espulso dal partito socialista rivoluzionario a causa del ruolo svolto nel cosiddetto "Affare Kornilov", il tentato golpe controrivoluzionario. Restò in Russia dopo la rivoluzione di ottobre, dapprima unendosi alle truppe cosacche del generale Pëtr Nikolaevič Krasnov, che finirono sconfitte nel tentativo di riconquistare Pietrogrado. Nel dicembre 1917 si sposta a Novočerkassk, cercando di guadagnarsi la fiducia di Kornílov e Michail Vasil'evič Alekseev, per poi andare a Mosca nel 1918 dove organizzò una nuova associazione controrivoluzionaria denominata "Società per la Difesa della Madrepatria e della Libertà".

### Guerra civile e morte

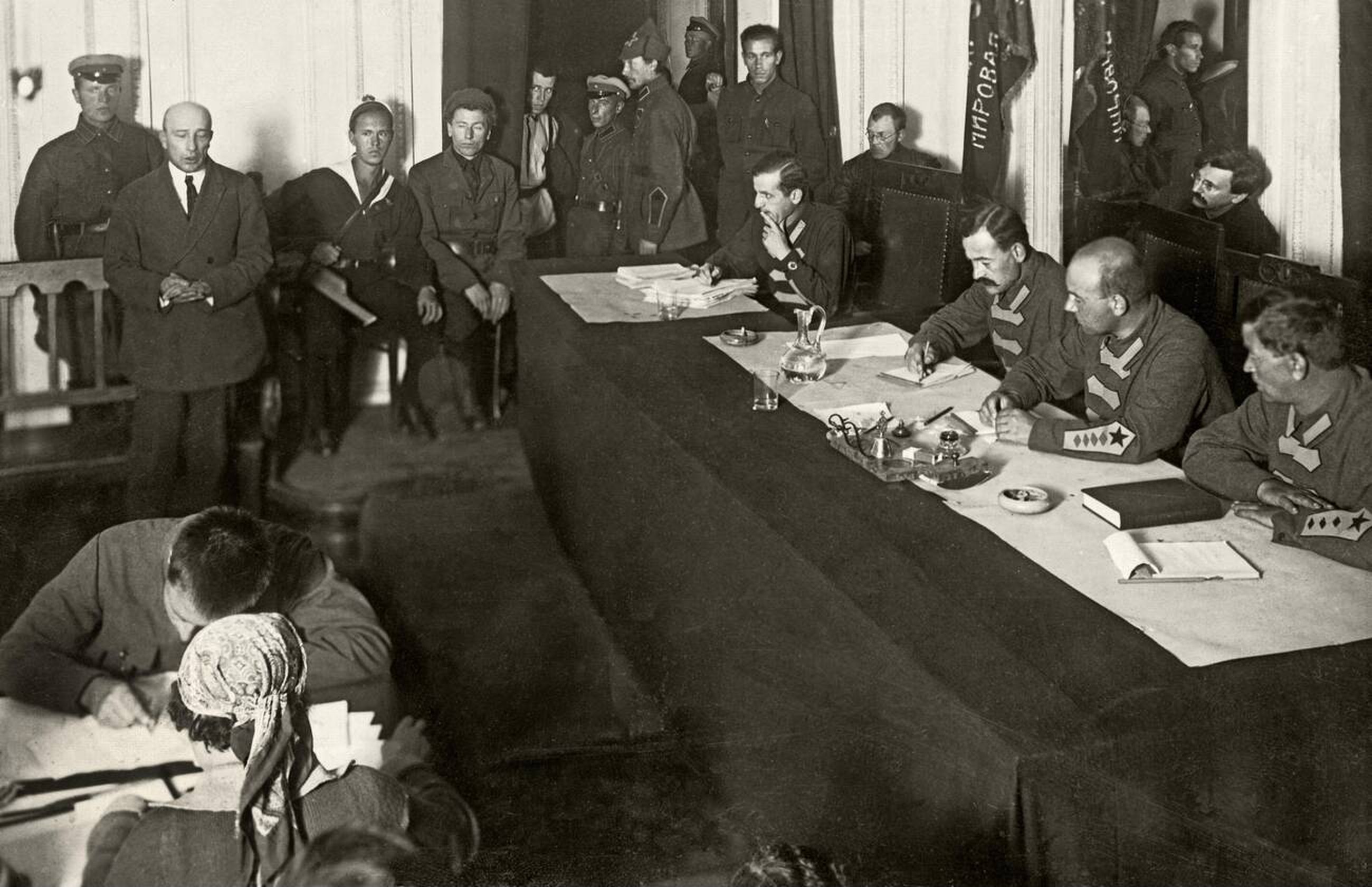
Il processo a Sávinkov (in piedi a sinistra). A destra, appoggiato alla parete, Vjačeslav Rudol'fovič Menžinskij.

Come leader della "Società per la Difesa della Madrepatria e della Libertà", Savinkov organizzò diverse azioni armate contro i Bolscevichi, a Jaroslavl', Rybinsk e Murom nel luglio 1918. Sconfitto dall'Armata Rossa, fuggì nuovamente in Francia. Lì, continuò la sua opera controrivoluzionaria schierandosi con i "rifugiati bianchi" e diventando il rappresentante diplomatico dell'ammiraglio Aleksandr Vasil'evič Kolčak a Parigi. Durante la guerra russo-polacca del 1919-1920 si trasferì in Polonia, dove formò un'organizzazione politica russa responsabile della formazione e dell'addestramento di truppe anti-bolsceviche. Insieme a Merežkovskij, pubblicò a Varsavia il giornale intitolato За свободу! ("Per la libertà!"). Nell'ottobre 1921, al termine della guerra russo-polacca, le autorità polacche lo espellono dal Paese per non avere noie con i Sovietici.
Savinkov collaborò anche con Sidney Reilly, il leggendario agente segreto britannico rinnegato, e partecipò a numerose operazioni controrivoluzionarie contro i Bolscevichi, spesso in collaborazione con i servizi segreti britannici (SIS). Nel 1924, la OGPU riuscì ad attirare con l'inganno Savinkov in Russia con la promessa di incontrarsi con importanti cospiratori anticomunisti ma invece fu arrestato vittima di una trappola. La Corte Suprema dell'URSS lo condannò a morte ma il Comitato Esecutivo convertì la sentenza in 10 anni di prigione. Durante il processo Savinkov dichiarò di riconoscere il governo bolscevico e di ammettere la sconfitta. Mentre si trovava in carcere, scrisse dei racconti satirici circa gli emigrati "bianchi", che furono pubblicati a Mosca. Secondo l'NKVD, Savinkov si suicidò in carcere buttandosi da una finestra trovata aperta nella prigione di Lubjanka. Tuttavia, secondo alcuni storici moderni, egli sarebbe stato in realtà ucciso in prigione da agenti della OGPU.

## Opere
- The Pale Horse (romanzo), 1909, in russo Конь бледный? (Kon' blednyj) - pubblicato sotto pseudonimo "Ropshin"
- What Never Happened: A Novel of The Revolution, 1912, in russo То, чего не было? (To, čego ne bylo) - pubblicato sotto pseudonimo "Ropshin"
- Memoirs of a Terrorist, 1917, in russo Воспоминания террориста? (Vospominanija terrorista)
- The Black Horse (romanzo), 1923, in russo Конь вороной? (Kon' voronoj)
- Boris Savinkov's Letter to Felix Dzerzhinsky, in The Russian Review, Vol. 29, No. 3 (luglio 1970), pp. 325–327

## Opere tradotte in italiano
- Cavallo pallido, Cavallo nero, Milano, Feltrinelli, 1976
- Cavallo pallido, Venezia, Marsilio Editori, 1993
- Diario di un terrorista (titolo alternativo dato a Cavallo pallido), Roma, Edizioni Kami, 2004